# Hojo Tokimune

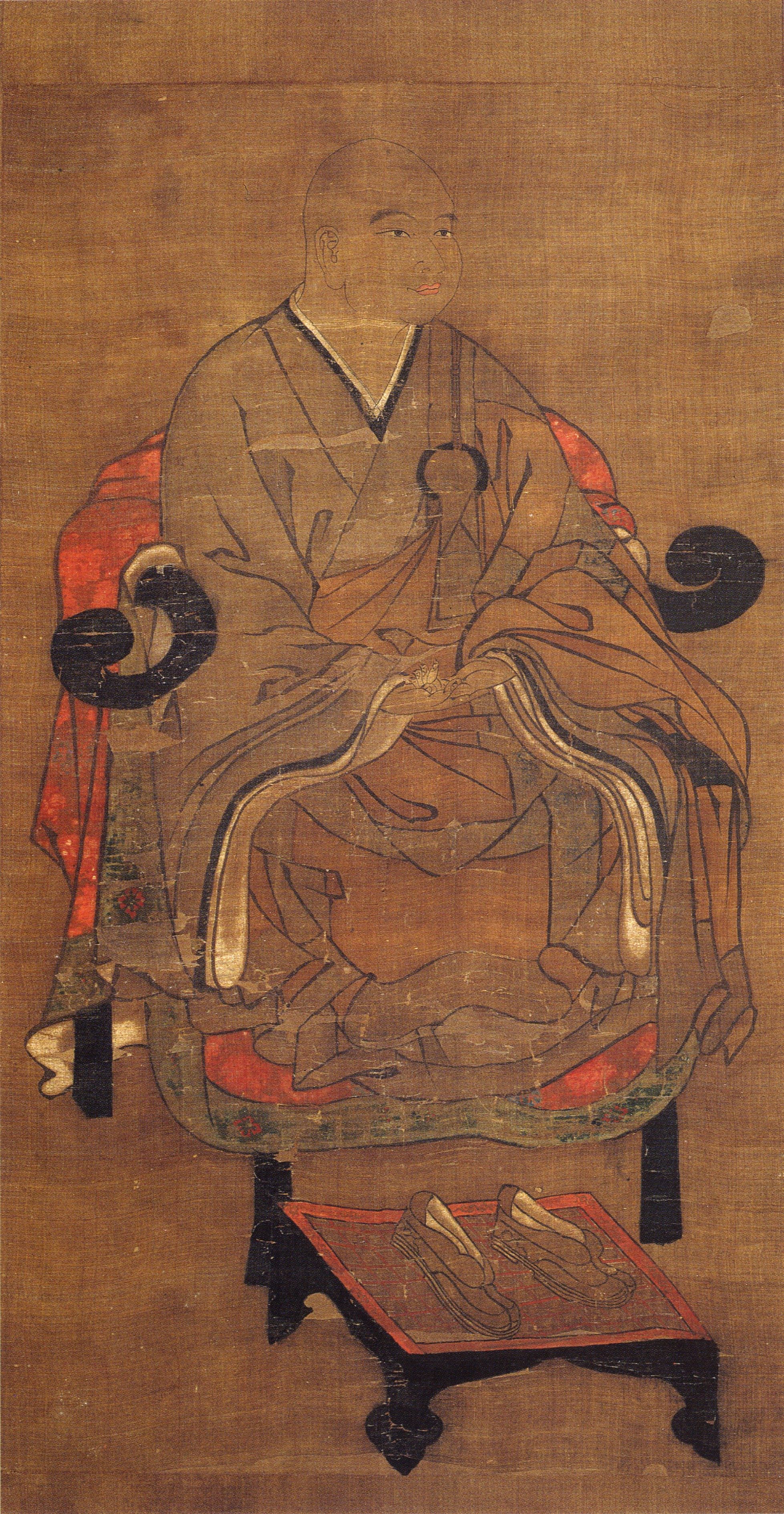
Hojo Tokimune

Hojo Tokimune (Japans: 北条 時宗) (1251 - 1284) van de Hojo-clan was de achtste shikken (regent) van het Japanse Kamakura-shogunaat en heerste van 1268 tot 1284. Hij is bekend vanwege het weerstaan van de invasies van de Mongolen en het verspreiden van Zen-boeddhisme en Bushido onder de krijgersklasse.

## Leven
Tokimune werd geboren als de oudste zoon van de shikken en tokuso Tokiyori van het huis van Adachi. Tot dan toe waren de posities van shikken (regent) en tokuso (hoofd van de Hojo-clan) verenigd geweest. Omdat Tokimune echter nog te jong was om hem op te volgen als shikken besloot zijn vader, Tokiyori, bij zijn aftreden in 1256 om de twee posities te splitsen. Tokimune werd tokuso en een verre verwant Hojo Nagatoki werd shikken. Op zijn achttiende werd Tokimune uiteindelijk alsnog shikken, maar de macht in Japan was nu effectief verplaatst van de shikken naar de tokuso.
Dankzij hem kreeg het Zen-boeddhisme een stevige basis in Kamakura en dit zou zich over heel Japan verspreiden, vooral onder de krijgersklasse.
In 1271 verbande hij de monnik Nichiren naar het eiland Sado.

## Weerstaan van de Mongolen
In januari 1268 stuurden de Mongolen een dreigbrief en gezanten naar Japan. Nadat hij de boodschap had besproken stuurde Tokimune de gezanten terug zonder een antwoord. De Mongolen stuurden hierna nog meermaals ambassades, 7 maart 1269, 17 september 1269, september 1271 en mei 1272. Tokimune zou de gezanten van Koeblai Khan elke keer weg hebben gestuurd, zonder ze zelfs maar toestemming geven om aan land te komen. Kort hierop volgde de eerste invasie in 1274. Ondanks het feit dat de invasie faalde werden wederom vijf gezanten naar Kyushu gestuurd in september 1275, die weigerden te vertrekken zonder antwoord. Tokimune antwoordde door ze naar Kamakura te sturen en ze daar te laten onthoofden. De graven van de vijf geëxecuteerde Mongoolse gezanten zijn nog te zien in Kamakura te Tatsunokuchi. Op 29 juli 1279 werden wederom vijf gezanten gestuurd en wederom onthoofd, ditmaal te Hakata. Op dit punt verwachtte Hojo een invasie en op 21 februari 1280, gaf het keizerlijk hof alle tempels en heiligdommen het bevel te bidden voor een overwinning over het Mongoolse rijk. In 1281 lanceerde Koeblai Khan wederom een invasie, die echter faalde door een orkaan (ook wel goddelijke wind of Kamikaze genoemd).

## Tokimune in fictie
De serie van Taiga drama, van de Japanse staatsomroep (Nippon Hoso Kyokai), uit 2001 heette "Hojo Tokimune" en verbeelde de periode van net voor zijn geboorte tot zijn dood in 1284. Tokimune werd hierin gespeeld door Motoya Izumi.
Hojo Tokimune leidt de Japanse beschaving in het computerspel Civilization VI.